# 尼古拉斯·林巴赫
尼古拉斯·林巴赫（德語：Nicolas Limbach，1985年12月29日—），德国男子击剑运动员。他曾获得2009年世界击剑锦标赛男子佩剑个人冠军。他也参加了2008年和2012年夏季奥运会。